# Andrij Raspopov
Andrij Mykolajovyč Raspopov (in ucraino Андрій Миколайович Распопов?; Leopoli, 25 giugno 1978) è un ex calciatore ucraino, di ruolo difensore.

## Carriera
Ha giocato nella prima divisione dei campionati bielorusso ed ucraino.

## Palmarès

### Club

#### Competizioni nazionali
- Coppa di Bielorussia: 1

Dinamo Minsk: 2002-2003